# Cicada (sistema de navegação)
Cicada, ou Tsikada, em russo Цикада que significa "Cigarra", é também o nome de um sistema de navegação por satélite desenvolvido na União Soviética no final da década de 60.
Os satélites desse sistema, que ostentavam o mesmo nome Cicada, transmitiam nas mesmas duas frequencias que o sistema TRANSIT Norte americano. O primeiro desses satélites foi lançado em 1974 (para testes).
Esse sistema era a versão civil do sistema Tsiklon. Em 1976, foi percorrido o caminho inverso, sendo criada uma versão militar desse sistema, com o nome de Cicada-M, consistindo de uma frota de seis satélites o que garantia precisão de 80 m, melhor que a da versão civil que era de 100 m. A partir de 2008, o sistema Cicada-M começou a ser desativado, sendo as suas funções repassadas para o sistema GLONASS.
Cicada (código GRAU: 11F643), ou Tsikada, em russo Цикада que significa "Cigarra", é a designação de uma série de satélites de navegação para uso civil, lançados pela União Soviética, eram equivalentes aos sátélites Tsiklon de uso militar.
Assim como o sistema de navegação militar, os satélites Cicada eram usados na composição da frota de um sistema de navegação por satélite para uso civil de mesmo nome, o "Cicada".
Os satélites eram baseados na mesma plataforma KAUR-1. O desenvolvimento, teve início em 1974 tendo o satélite Parus como base, e vinte deles foram lançados entre 1976 (Kosmos 883) e 1995 (Kosmos 2315).